# Castelul Ghika din Dofteana
Ansamblul castelului Ghika din Dofteana este un ansamblu de monumente istorice aflat pe teritoriul satului Dofteana; comuna Dofteana.

Ansamblul este format din următoarele monumente:
- Castel (cod LMI BC-II-m-A-00825.01)
- Parc (cod LMI BC-II-m-A-00825.02)